# 黒い雨 (映画)
『黒い雨』（くろいあめ）は、1989年5月13日より公開された日本映画。
1965年に出版された井伏鱒二の小説『黒い雨』の映画化であり、広島市への原子爆弾（原爆）投下によって人生を変えられた人々の悲劇的な運命を、二次被爆の恐ろしさも交えながら描く。主演の田中好子の演技は高く評価され、公開翌年の第13回日本アカデミー賞で最優秀作品賞をはじめ数々の部門で受賞した。
タイトルは、原爆投下後に降る放射性降下物の一種である黒い雨のことを指している。英語圏では、『Black Rain』（ブラック・レイン）という題名で上映された。

## あらすじ
昭和20年8月6日の朝、閑間重松は工場に出勤するため広島市内から列車に乗り込んだが、その直後アメリカ軍により原子爆弾が投下される。その後なんとか帰宅した重松は妻・シゲ子と、海を隔てた知人宅から戻った姪・高丸矢須子の3人で市内から逃げることに。原爆により広島の街は瓦礫の山と化し、多くの怪我人や遺体を間近に見ながら、3人は徒歩で重松の職場である工場にたどり着く。矢須子は海から市内に戻る途中空から降ってきた黒い雨に打たれていたが、被爆した閑間夫妻共々特に大きな症状もなく、工場で寝泊まりしながらそのまま終戦を迎える。
5年後の昭和25年5月、矢須子は福山市で閑間夫妻と暮らし始め、近所には元特攻隊員・悠一や原爆の二次被爆者である重松の友人3人も暮らしていた。結婚適齢期を迎えた矢須子は知人から縁談を持ちかけられるが、二次被爆による健康被害を理由に相手側に断られ、閑間夫妻から心配される。後日三度目の縁談が来て相手も乗り気だったが、数回のデートの後矢須子は原爆投下後に広島市内にいたことを正直に告げると相手家族から断られてしまう。
夏頃シゲ子は、矢須子が嫁に行けないことを不憫に思い祈祷師に見てもらうが、次第にのめり込み精神的に不安定になってしまう。そんな中元気だった重松の友人たちが突然原爆症を発症した後、短期間で亡くなってしまい矢須子も発症への不安を抱き始める。その後矢須子は悠一との日常の触れ合いにより彼の誠実で優しい人柄に気分が癒やされると、後日彼の母が息子と矢須子との結婚を検討してほしいと重松に申し出る。
閑間夫妻が2人の交際を認めようとした矢先、矢須子の体に異変が起き毛髪がごっそり抜け、偶然それを見たシゲ子がショックで1ヶ月後に亡くなってしまう。その後矢須子は重松や悠一の母の手を借りて自宅療養することになり、気分が安定したある日釣りをする叔父と共に近所の池に訪れる。その時池の主である大きな鯉が飛び跳ねるのを2人で目撃するが矢須子が興奮して半狂乱になってしまう帰宅直後に体調を崩した矢須子は、悠一に付き添われて救急車で運ばれることになり、重松は姪の病気が治ることを祈りながら見送る。

## 登場人物
- 高丸矢須子 - 田中好子
  - 幼き頃から叔父である重松夫婦に引き取られて育てられた20歳の女性。直接被爆はしていないが、瀬戸内海を渡る小舟の上で、黒い雨を浴びた。家族思いな性格で、自身の親代わりである叔父家族を慕っている。午後7時になるとラジオの時報で柱時計を合わせるのが日課。5年後、縁談が持ち上がる。
- 閑間重松（しずましげまつ） - 北村和夫
  - 矢須子の叔父。横川駅の列車内で被爆するが、奇跡的に頬に軽い火傷を負ったのみで済む。残留放射能、黒い雨による二次被爆の恐ろしさを目の当たりにする。矢須子の結婚について、病院で矢須子の健康診断書をもらうなど気にかけている。昭和20年頃は、古市の工場で働いていた。
- 閑間シゲ子 - 市原悦子
  - 矢須子の叔母。被爆時は屋内にいたが、家屋の倒壊もなく無傷で済む。迷信深い性格で、自身に子供ができないことや、矢須子がなかなか結婚できないことに負い目を感じている。また亡くなった義理姉(矢須子の母)を尊敬しながらも、内心「負けたくない」という複雑な思いを持っている。
- 閑間キン - 原ひさ子
  - 重松の母で矢須子の祖母。農地解放によって土地を手放すことになったショックで認知症が始まり、矢須子を娘の清子と間違えている。清子は重松の姉で矢須子の母にあたる。先祖への崇拝心が強い。

### 重松の実家の近所の人たち
- 池本屋のおばはん - 沢たまき
  - 働かずに釣りばかりしている庄吉に愚痴をこぼす。文子に縁談を持ってきてくれるよう好太郎に頼む。いつも歯に衣着せぬ物言いをしている。
- 池本屋文子（ふみこ） - 立石麻由美
  - 福山市のキャバレーで働いており、休みをもらって帰ってきた。詳細は不明だが、恋人か仕事上の関係者のヤクザとトラブルを起こしたらしく、母親に匿ってもらおうとする。
- 片山 - 小林昭二
  - 原爆投下直後の8月7日から2日間、被爆者救助のために広島を訪れたことで二次被爆してしまう。重松の友人。闇屋に関わる仕事をしている。悠一が車を止めようとする発作にタツと共に臨機応変に付き合う。
- 岡崎屋タツ - 山田昌
  - 自宅がバス停留所の前にあり、息子・悠一が敵襲による発作（後述）を起こすたびに身を挺して覆いかぶさり、「（作戦）成功！」と叫んでその場を収めるのが日課。雑貨屋らしき店を営む。息子が矢須子に好意を持っていると気づき、重松に2人の結婚を申し出た。
- 岡崎屋悠一 - 石田圭祐
  - 原作者の短編『遙拝隊長』の主人公から創造された映画オリジナルの登場人物。敵戦車に布団爆弾を持って飛び込む元特攻隊員。家の前の道をエンジン音をさせながらバスなどが通るたびにフラッシュバックを起こし[注釈 5]、「敵襲！」と叫んで、ほふく前進しながら布団爆弾に見たてた枕を使って車体下にしかけようとする。普段は自宅の離れで石像を彫っており、穏やかな性格。
- 庄吉 - 小沢昭一
  - 重松の友人。片山と同じく被爆者救助のために原爆投下後に広島に訪れて二次被爆してしまう。その後原爆病にかかり、医者から「力仕事などすると体に良くない」と言われたため近所の池で釣りをするなどのんびり過ごしている。
- カネ - 楠トシエ
  - 庄吉の妻。
- 好太郎（こうたろう） - 三木のり平
  - 重松の友人。片山と同じく被爆者救助のために原爆投下後に広島に訪れ二次被爆してしまう。矢須子にとって3度目となる縁談話を持ってきたが、数日後相手の家族から断られたことを重松に告げて詫びる。数日後、矢須子に好意を寄せた青乃に頼まれて仲を取り持つ。
- るい - 七尾伶子
  - 好太郎の妻。

### その他の人たち
- 養殖業者・金丸 - 河原さぶ
  - 重松たちの依頼を受けて鯉の稚魚を売りに来る。車で帰ろうとした所、発作を起こした悠一に前方を塞がれたため立腹する。
- 青乃（あおの） - 石丸謙二郎
  - 実家が鉄工所を経営しており、朝鮮特需で景気が良くなる。矢須子とは、おばの美容室で何度か会ったことがあり、青乃が好意を持ち交際を申し込む。
- 藤田医師 - 大滝秀治
  - 黒い雨を受けた矢須子と被爆した重松の健康診断をし、ヤケドに良いとされるアロエを渡して食用するよう勧める。その後シゲ子を診察するため閑間家に訪れる。妻が原爆症で死亡している。
- 白旗の婆さん - 白川和子
  - 祈祷師。なかなか縁談が決まらない矢須子のことを相談するためにシゲ子が呼んだ。義姉の清子が憑依したとして助言した。
- 高丸 - 飯沼慧
  - 矢須子の実父。清子の墓参りのため実家に訪れた矢須子に、閑間家から帰ってくるよう告げる。
- 能島 - 深水三章
- 老僧 - 殿山泰司
  - 上司の指示で重松が葬儀でお経を唱えることになり、安芸門徒の葬儀のやり方を聞きに来た彼に簡単に説明する。広島が原爆により甚大な被害を受けたことを嘆く。
- ヤケドの四十男/老遍路 - 常田富士男
  - 比治山で被爆し竹林まで逃げ込んで休んでいた所、重松たちと出会う。被爆により顔の右側にやけどを負っている。重松たちに自宅で妻と息子が亡くなった時の状況を聞かせる。
- 郵便局長 - 三谷昇
  - 以前重松から矢須子の働き口のことで相談されていたが、矢須子の縁談がまとまりそうなため彼から仕事の話を丁寧に断られる。

## 制作・エピソード

### スタッフ
- 監督：今村昌平
- 脚本：今村昌平、石堂淑朗
- 原作：井伏鱒二
- 音楽：武満徹
- 撮影：川又昂
- 美術：稲垣尚夫
- 照明：岩木保夫
- 録音：紅谷愃一
- 編集：岡安肇
- 助監督：月野木隆、三池崇史
- 音響効果：斉藤昌利
- 特殊メーク：春山勲
- 技斗：高倉英二、中瀬博文
- 火薬効果：大平特殊効果
- 操演：ローカスト
- ハイビジョン技術協力：NHKテクニカルサービス、NHK美術センター
- 録音スタジオ：アバコクリエイティブスタジオ
- MA：にっかつスタジオセンター
- 現像：東映化学
- ロケ協力：岡山県、吉永町、牛窓町、八塔寺ふるさと村、福山自動車時計博物館 ほか
- 製作協力：東北新社、IMAGICA
- プロデュース：飯野久
- 製作：今村プロ、林原グループ

### キャッチコピー
- 死ぬために、生きているのではありません。
- 体の中で、戦争は続いています。

### 撮影技法
あえてモノクロフィルムで撮影を行い、重松の被爆シーン、炸裂する原子爆弾、立ち上るキノコ雲、爆心地に転がる黒焦げの焼死体などを特撮を駆使し、再現している。原爆投下後の広島の惨状は、同じく広島原爆をテーマに制作されたアニメ映画『はだしのゲン』での描写を参考にしている。

### 未公開シーン
劇場公開版やビデオ版では、トラックで矢須子が病院に運ばれる様子を重松が眺める場面でエンドロールとなるが、DVDのデジタルニューマスター版では、矢須子が生き延びて原爆投下から20年後に四国の霊場をヤケドの四十男と共に巡礼として歩く、原作には無いエピソードが19分のカラー映像として描かれている。これは今村監督が当初付け加える予定で撮影したが、迷いに迷った末に完成した作品から削除したものである。その未公開カラー部分は、神が人間を見守るような視線で主人公と戦後の日本人を描いている。本シーンはCS『チャンネルNECO』で放送された際に公開されている。

### 逸話
庄吉役の小沢昭一は、この映画の撮影時に転落事故を起こして左手手首を骨折した。そのため、映画では原作には無い設定（庄吉は原爆投下の際、腕に大怪我を負ってしまい、それを隠すために包帯を巻いている）が加えられた。小沢は最初から最後まで、左手にギプスをはめた状態で演技をしている。

### 伝説
当初の予定を変更して原作通りの追加撮影をすることになったため、製作費が逼迫してしまった影響からメインスタッフの技師らはノーギャラを宣告されてしまう。スタッフらは「餅代くらいは出すから」と言うプロデューサーの言葉をシャレや冗談だと思っていたが、後日、プロデューサーは本当に市販されている真空パックの切り餅を1個ずつ配った。

## 受賞歴
- 第13回日本アカデミー賞（1990年）
  - 最優秀作品賞
  - 最優秀監督賞（今村昌平）
  - 最優秀脚本賞（石堂淑朗・今村昌平）
  - 最優秀主演女優賞（田中好子）
  - 最優秀助演女優賞（市原悦子）
  - 最優秀音楽賞（武満徹）
  - 最優秀撮影賞（川又昂）
  - 最優秀照明賞（岩木保夫）
  - 最優秀編集賞（岡安肇）
  - 優秀美術賞（稲垣尚夫）
  - 優秀録音賞（紅谷愃一）
- 第42回カンヌ国際映画祭（1989年）
  - コンペティション部門上映
  - フランス映画高等技術委員会賞[1]
- 第14回報知映画賞（1989年）
  - 主演女優賞（田中好子）
- 第44回毎日映画コンクール（1990年）
  - 日本映画大賞
  - 女優主演賞（田中好子）
  - 美術賞（稲垣尚夫）
- 第2回日刊スポーツ映画大賞（1989年）
  - 作品賞
  - 監督賞（今村昌平）
- 高崎映画祭（第4回）
  - 最優秀作品賞
  - 最優秀監督賞（今村昌平）
  - 主演女優賞（田中好子）